# Marc Colomer Casamitjana
Marc Colomer Casamitjana   (Olot, 17 d'agost de 1974) és un antic pilot de trial català que va guanyar quatre campionats del món de trial, tres d'ells en modalitat indoor i un a l'aire lliure. A data de 2008 ocupava el quart lloc en el rànquing de pilots d'aquest esport en funció del seu palmarès: Campió del món a l'aire lliure el 1996 i subcampió els anys 1993, 1995, 1997 i 1998 (amb un total de 18 victòries i 87 podis al campionat), Campió del món indoor de 1994 a 1996, 9 victòries al Trial de les Nacions amb la selecció estatal i 5 vegades Campió d'Espanya.
El seu palmarès podria haver estat fins i tot millor si no hagués coincidit amb els dos grans "monstres" de la història del trial, primer amb Jordi Tarrés i després amb Dougie Lampkin. Durant la seva carrera va viure l'evolució del trial en gairebé totes les seves etapes, des de la revolució del pilotatge en aplicar les tècniques del trialsín juntament amb Jordi Tarrés, passant per l'arribada de novetats tècniques com ara la refrigeració líquida, fins a l'època de Dougie Lampkin. Per tot això potser és una de les persones amb més experiència i visió del món del trial, a banda d'haver estat un dels pilots més fins i tècnics que hi ha hagut mai.
Marc Colomer ha viscut sempre a la Garrotxa, primer a la Vall d'en Bas i després a Santa Pau.

## Trajectòria esportiva
A sis anys ja competia en trialsín (l'antecedent del biketrial), esport en el qual va destacar -integrant els equips oficials de Rabasa Derbi i Looping- aconseguint dos campionats del Món, un subcampionat d'Europa i sis campionats d'Espanya (entre ells, el de 1983 en categoria Benjamins),
A catorze anys va començar a competir en motocicleta, i el 1988 es va proclamar campió d'Espanya juvenil. L'any següent va guanyar el Campionat Espanyol Júnior i el 1990 el Sènior B. El 1991, amb només setze anys, va quedar tercer al Campionat d'Espanya absolut i va formar part de l'equip estatal que es va adjudicar el Trial de les Nacions, victòria que va revalidar 8 anys més.
La seva ratxa d'èxits va seguir tot obtenint el subcampionat d'Espanya el 1992 i el 1993, el tercer lloc el 1994 i la victòria el 1995. En trial indoor va guanyar el Mundial (anomenat aleshores Prix FIM) els anys 1994, 1995 i 1996. A més, va guanyar un total de cinc edicions del prestigiós Trial Indoor Solo Moto (1994-1997 i 1999).
Pel que fa al Campionat del Món de trial, en va ser subcampió el 1993 i el 1995, fins que el 1996 va obtenir el seu títol mundial absolut a l'aire lliure. Ho va aconseguir l'endemà de fer 22 anys i quan duia ja més de tres quartes parts de la seva vida dedicades al trial. «Abans era molt tímid. Això és qüestió de caràcter. Ara, a causa de la professió, podem dir que només ho sóc un 70 per cent. Alguna cosa hi he guanyat», reconeixia el campió.

### Retirada
El 2004, Colomer va deixar les competicions a 30 anys, després d'haver-ne dedicat la meitat justa al trial d'alta competició. Continuà, però, vinculat al trial i a Gas Gas com a pilot provador i com a preparador de Jeroni Fajardo. Posteriorment passà a col·laborar amb Scorpa en el desenvolupament del seu model de quatre temps, amb el qual participà en trials internacionals com ara els Sis Dies d'Escòcia del 2007 o els Cinc Dies del Verdon, a Occitània.
A començaments del 2010, Colomer fou fitxat per la nova empresa Ossa Factory -que aquell any tornava a produir motocicletes sota la mítica marca OSSA- amb la missió de col·laborar en el desenvolupament i millora del seu nou model de trial, la TR 280i, el llançament de la qual estava previst per a finals d'aquell any. A més a més, la temporada de 2011 dirigí l'equip oficial de competició d'aquesta marca, amb Jeroni Fajardo com a pilot principal, fins que el 5 d'abril d'aquell any abandonà l'empresa per iniciativa pròpia i el seu càrrec fou ocupat per un altre veterà ex-pilot de trial, Jaume Subirà.
El 2017, 13 anys després d'haver-se retirat, Marc Colomer tornà a les competicions per un breu període, aquest cop centrat en el nou campionat que acabava de crear la FIM per a les motos elèctriques, la Copa del món de Trial-E. Colomer hi va pilotar la Gas Gas i va guanyar-ne el títol a la primera. L'any següent, el català ja no va participar al campionat.

## Palmarès

### Trialsín[14]
| Any          | Categoria    | C. del Món | C. d'Europa |
| ------------ | ------------ | ---------- | ----------- |
| 1985         | Alevins      | -          | 2n          |
| 1986         | Alevins      | 1r         | -           |
| 1987         | Minime       | 1r         | -           |
| 1988         | Minime       | 2n         | -           |
| Total títols | Total títols | 2          | -           |

### Trial
| Any          | Motocicleta  | C. del Món outdoor | C. del Món indoor | TDN | C. d'Espanya outdoor | C. d'Espanya indoor | Títols |  |
| ------------ | ------------ | ------------------ | ----------------- | --- | -------------------- | ------------------- | ------ |  |
| 1988         | Montesa      | -                  | -                 | -   | 1r juvenil           | -                   | 1      |  |
| 1989         | Montesa      | -                  | -                 | -   | 1r júnior            | -                   | 1      |  |
| 1990         | Montesa      | -                  | -                 | -   | 1r sènior B          | -                   | 1      |  |
| 1991         | Montesa      | 11è                | -                 | 1r  | 3r                   | -                   | 1      |  |
| 1992         | Montesa      | 5è                 | -                 | 1r  | 2n                   | -                   | 1      |  |
| 1993         | Beta         | 2n                 | 3r                | 1r  | 2n                   | -                   | 1      |  |
| 1994         | Beta         | 4t                 | 1r                | 1r  | 3r                   | -                   | 2      |  |
| 1995         | Beta/Montesa | 2n                 | 1r                | 1r  | 1r                   | -                   | 3      |  |
| 1996         | Montesa      | 1r                 | 1r                | 1r  | 3r                   | -                   | 3      |  |
| 1997         | Montesa      | 2n                 | 2n                | 2n  | 1r                   | -                   | 1      |  |
| 1998         | Montesa      | 2n                 | 2n                | 1r  | 1r                   | -                   | 2      |  |
| 1999         | Montesa      | 3r                 | 2n                | 2n  | 1r                   | -                   | 1      |  |
| 2000         | Montesa      | 3r                 | 2n                | 1r  | 1r                   | -                   | 2      |  |
| 2001         | Gas Gas      | 7è                 | 3r                | 1r  | 7è                   | 1r                  | 2      |  |
| 2002         | Gas Gas      | 9è                 | 5è                | -   | 5è                   | 4t                  | -      |  |
| 2003         | Gas Gas      | 8è                 | 10è               | 2n  | 7è                   | 3r                  | -      |  |
| 2004         | Gas Gas      | -                  | -                 | -   | -                    | 5è                  | -      |  |
|              |              | TrialE             | X-Trial           | TDN | CET                  | CETI                |        |  |
| 2017         | Gas Gas      | 1r                 | -                 | -   | -                    | -                   | 1      |  |
| Total títols | Total títols | 2                  | 3                 | 9   | 8                    | 1                   | 23     |  |
|              |              | 5 mundials         | 5 mundials        |     | 9 estatals           | 9 estatals          |        |  |

Notes
1. ↑  La classificació consignada a TDN fa referència a la posició final obtinguda per l'equip estatal
2. ↑  Al total de títols s'hi compten tots els campionats estatals o internacionals guanyats, incloent-hi el TDN